# Germaria ruficeps
Germaria ruficeps är en tvåvingeart som först beskrevs av Fallen 1820.  Germaria ruficeps ingår i släktet Germaria och familjen parasitflugor. Arten är reproducerande i Sverige. Inga underarter finns listade i Catalogue of Life.